# Rozkład według wartości osobliwych
Rozkład według wartości osobliwych (rozkład według wartości szczególnych, dekompozycja głównych składowych, dekompozycja na wartości singularne, dekompozycja SVD, rozkład SVD, algorytm SVD (SVD – z ang. Singular Value Decomposition)) – pewien rozkład macierzy (dekompozycja) na iloczyn trzech specyficznych macierzy.
Jest to metoda matematyczna służąca do redukcji wymiaru macierzy. Posiada wiele zastosowań, np. w analizie statystycznej, przy przetwarzaniu obrazów i sygnałów, w robotyce i automatyce.

## Teza
Każdą macierz rzeczywistą {\displaystyle A} można przedstawić w postaci rozkładu SVD:
{\displaystyle A=U\Sigma V^{T},}
gdzie:
- {\displaystyle U} i {\displaystyle V} – macierze ortogonalne (czyli {\displaystyle U^{-1}=U^{T},} {\displaystyle V^{-1}=V^{T}}),
- {\displaystyle \Sigma } – macierz diagonalna (przekątniowa), taka że {\displaystyle \Sigma =\operatorname {diag} (\sigma _{i}),} gdzie {\displaystyle \sigma _{i}} – nieujemne wartości szczególne (osobliwe) macierzy {\displaystyle A,} zwyczajowo uporządkowane nierosnąco.

## Własności
Jeżeli macierz {\displaystyle A} jest macierzą nieosobliwą, to można tak dobrać macierze {\displaystyle U} oraz {\displaystyle V,} żeby jej wszystkie wartości szczególne (osobliwe) były dodatnie. Jeżeli którakolwiek wartość szczególna macierzy jest równa 0, to macierz ta jest macierzą osobliwą.
Wartość bezwzględna wyznacznika kwadratowej macierzy {\displaystyle A} jest iloczynem jej wszystkich wartości szczególnych (osobliwych):
{\displaystyle |\det(A)|=\sigma _{1}\sigma _{2}\ldots \sigma _{n}.}

## Przykład
Rozważmy macierz: {\displaystyle 4\times 5{:}}
{\displaystyle \mathbf {M} ={\begin{bmatrix}1&0&0&0&2\\0&0&3&0&0\\0&0&0&0&0\\0&4&0&0&0\end{bmatrix}}}
Rozkład według wartości osobliwych tej macierzy jest następujący:
{\displaystyle {\begin{aligned}\mathbf {U} &={\begin{bmatrix}0&0&1&0\\0&1&0&0\\0&0&0&-1\\1&0&0&0\end{bmatrix}}\\[1ex]{\boldsymbol {\Sigma }}&={\begin{bmatrix}4&0&0&0&0\\0&3&0&0&0\\0&0&{\sqrt {5}}&0&0\\0&0&0&0&0\end{bmatrix}}\\[1ex]\mathbf {V} ^{T}&={\begin{bmatrix}0&1&0&0&0\\0&0&1&0&0\\{\sqrt {0{,}2}}&0&0&0&{\sqrt {0{,}8}}\\0&0&0&1&0\\-{\sqrt {0{,}8}}&0&0&0&{\sqrt {0{,}2}}\end{bmatrix}}\end{aligned}}}
Przy czym wartości na przekątnej macierzy {\displaystyle {\boldsymbol {\Sigma }}} to pierwiastki wartości własnych macierzy: {\displaystyle \mathbf {M} \mathbf {M} ^{T},} oraz istotnie:
{\displaystyle {\begin{aligned}\mathbf {U} \mathbf {U} ^{T}&={\begin{bmatrix}1&0&0&0\\0&1&0&0\\0&0&1&0\\0&0&0&1\end{bmatrix}}\end{aligned}}}
tudzież:
{\displaystyle {\begin{aligned}\mathbf {V} \mathbf {V} ^{T}&={\begin{bmatrix}1&0&0&0&0\\0&1&0&0&0\\0&0&1&0&0\\0&0&0&1&0\\0&0&0&0&1\end{bmatrix}}\end{aligned}}}